# Surinamische Badmintonmeisterschaft 2011
Die Surinamische Badmintonmeisterschaft 2011 fand vom 18. bis zum 20. November 2011 in Paramaribo statt. 

## Sieger und Platzierte
| Disziplin    | Gold                                    | Silber                                  | Bronze                             |
| ------------ | --------------------------------------- | --------------------------------------- | ---------------------------------- |
| Herreneinzel | Virgil Soeroredjo                       | Mitchel Wongsodikromo                   | Irfan Djabar                       |
| Herreneinzel | Virgil Soeroredjo                       | Mitchel Wongsodikromo                   | Dylan Darmohoetomo                 |
| Dameneinzel  | Danielle Melchiot                       | Quennie Parwirosemito                   | Arantxa Ilahibaks                  |
| Dameneinzel  | Danielle Melchiot                       | Quennie Parwirosemito                   | Santusha Ramzan                    |
| Herrendoppel | Virgil Soeroredjo Mitchel Wongsodikromo | Dylan Darmohoetomo Irfan Djabar         | Oscar Brandon Redon Coulor         |
| Herrendoppel | Virgil Soeroredjo Mitchel Wongsodikromo | Dylan Darmohoetomo Irfan Djabar         | Alrick Toney Alroy Toney           |
| Damendoppel  | Rugshaar Ishaak Santusha Ramzan         | Arantxa Ilahibaks Quennie Parwirosemito | Nazia Kurban Preciosa Veerhuissen  |
| Mixed        | Virgil Soeroredjo Priscille Tjitrodipo  | Dylan Darmohoetomo Rugshaar Ishaak      | Redon Coulor Danielle Melchiot     |
| Mixed        | Virgil Soeroredjo Priscille Tjitrodipo  | Dylan Darmohoetomo Rugshaar Ishaak      | Irfan Djabar Quennie Parwirosemito |